# Расмуссен, Деннис
Де́ннис Ра́смуссен (швед. Dennis Rasmussen; род. 3 июля 1990, Вестерос, Швеция) — шведский хоккеист, нападающий. Игрок сборной Швеции по хоккею с шайбой. Старший брат вратаря Эмиля Расмуссена.

## Биография
Деннис Расмуссен родился в городе Вестерос 3 июля 1990 года. Воспитанник местного хоккейного клуба и клуба «Сурахаммарс».

## Игровая карьера
В сезоне 2008/09 дебютировал за «Вестерос» во второй шведской лиге. 14 апреля 2011 года подписал контракт с клубом элитной лиги Швеции «Векшё Лейкерс». За команду отыграл 3 сезона в высшей шведской лиге.
10 июня 2014 года подписал однолетний контракт с командой НХЛ «Чикаго Блэкхокс». 8 декабря 2015 года дебютировал за команду в национальной хоккейной лиге в матче против команды «Нэшвилл Предаторз», в ней же забросил первую шайбу в НХЛ в своей карьере. 7 июля 2017 года Деннис подписал однолетний односторонний контракт с командой «Анахайм Дакс». В феврале 2018 года нападающий вернулся в «Векшё Лейкерс».
1 июля 2018 года стало известно, что Деннис Расмуссен заключил контракт с магнитогорским «Металлургом». Контракт рассчитан на 2 года, игрок будет выступать под 70 номером.